# Erylus aspidodiscus
Erylus aspidodiscus är en svampdjursart som beskrevs av Topsent 1928. Erylus aspidodiscus ingår i släktet Erylus och familjen Geodiidae. Inga underarter finns listade i Catalogue of Life.